# Стефан Чупић
Стефан Чупић (Ниш, 7. мај 1994) је српски фудбалски голман.
Његов млађи брат, Милош, такође је фудбалски голман.